# خلیل آزمون
خلیل آزمون بازیکن ترکمن‌تبار سابق تیم ملی والیبال ایران و مربی فعلی والیبال اهل ایران است.
او در در سال ۱۳۶۲ به صورت حرفه‌ای ورزش والیبال را آغاز کرد و دو سال بعد در سال ۱۳۶۴ به عضویت تیم ملی جوانان ایران درآمد و در سال ۱۳۶۵ عضو تیم ملی بزرگسالان شد و تا سال ۱۳۷۰ عضو تیم ملی والیبال ایران بود. او در سال ۱۳۸۰ مربی گری را با تیم نئوپان گنبد در سوپر لیگ باشگاه‌های ایران آغاز کرد و تا به حال سرمربی تیم‌های گل گهر سیرجان و برق کرمان و جواهری گنبد بوده‌است، او همچنین مذاکراتی را با باشگاه کازان انجام داد ولی به توافق نرسیدند. او پدر سردار آزمون است.